# Rahiolisaurus
Rahiolisaurus là một chi khủng long, được Novas Chatterjee Rudra & Datta mô tả khoa học năm 2010.